# Chiesa di San Michele Arcangelo (Maron)
La pieve di San Michele Arcangelo è la parrocchiale di Maron, frazione di Brugnera, in provincia di Pordenone e diocesi di Concordia-Pordenone; fa parte della forania di Azzano Decimo.

## Storia
La prima citazione di un luogo di culto a Maron, dedicato a San Michele Arcangelo, risale al XV secolo, quando viene eretto a sacramentale. Nel XVI secolo la chiesa di Maron divenne prima curazia e, poi, parrocchia autonoma, affrancandosi così dalla pieve di San Viglio (ancora oggi esistente, situata in località Pieve di Porcia).
Nel 1720 cominciarono i lavori di costruzione della nuova chiesa, completata nel 1774. Fu consacrata il 18 ottobre 1857 dal vescovo Andrea Casasola.
Nel 1904 il vescovo Francesco Isola le conferì il titolo di pieve.

## Interno e campanile
All'interno della chiesa si trovano il fonte battesimale del 1537, l'altare maggiore, la pala di San Michele, il cui autore è sconosciuto, e un dipinto di Teodoro Carniello.
Il campanile fu edificato nel 1790.